# エレーナ・カリス
エレーナ・カリス （Elena Kalis , ロシア語: Елены Калис）は、ロシアの写真家。モスクワ出身であるが、現在は夫と2人の子供とともにバハマの小さな島で暮らしている。
多くの水中での写真を手掛けており雑誌や本、CDなどで使われているほか、中でも小さな女の子を水中で写した作品群“Alice in Waterland”が知られている。